# Internazionali Femminili di Palermo 2024
Gli Internazionali Femminili di Palermo 2024, conosciuti anche come Palermo Ladies Open, sono stati un torneo femminile di tennis giocato sulla terra rossa. Si è giocata la 32ª edizione del torneo, che fa parte della categoria WTA 250 nell'ambito del WTA Tour 2024. Si è svolto al Country Time Club di Palermo in Sicilia, dal 15 al 21 luglio 2024.

## Partecipanti

### Teste di serie
| Nazionalità | Giocatrice         | Ranking* | Testa di serie |
| ----------- | ------------------ | -------- | -------------- |
| Cina        | Zheng Qinwen       | 8        | 1              |
| Rep. Ceca   | Karolína Muchová   | 34       | 2              |
| Stati Uniti | Peyton Stearns     | 52       | 3              |
| Francia     | Diane Parry        | 53       | 4              |
| Paesi Bassi | Arantxa Rus        | 56       | 5              |
|             | Anna Blinkova      | 60       | 6              |
| Romania     | Jaqueline Cristian | 62       | 7              |
| Germania    | Tatjana Maria      | 63       | 8              |

* Ranking al 1 luglio 2024.

### Altre partecipanti
Le seguenti giocatrici hanno ricevuto una wild card per il tabellone principale:
- Karolína Muchová
- Ajla Tomljanović
- Zheng Qinwen

La seguente giocatrice è entrata in tabellone utilizzando il ranking protetto:
- Zheng Saisai

Le seguenti giocatrici sono passate dalle qualificazioni:

- Mona Barthel
- Olivia Gadecki
- Katarzyna Kawa
- Noma Noha Akugue
- Mia Ristić
- Jil Teichmann

### Ritiri
Prima del torneo
- Hailey Baptiste → sostituita da  Astra Sharma
- Clara Burel → sostituita da  Chloé Paquet
- Elisabetta Cocciaretto → sostituita da  Emiliana Arango
- Océane Dodin → sostituita da  Marina Bassols Ribera
- Elina Svitolina → sostituita da  Ėrika Andreeva
- Wang Xinyu → sostituita da  Darja Semeņistaja
- Yuan Yue → sostituita da  Julia Riera
- Renata Zarazúa → sostituita da  Irina-Camelia Begu

Durante il torneo
- Katarzyna Kawa

## Partecipanti al doppio

### Teste di serie
| Nazione    | Giocatrice         | Nazione     | Giocatrice           | Ranking* | Teste di serie |
| ---------- | ------------------ | ----------- | -------------------- | -------- | -------------- |
|            | Aleksandra Panova  |             | Jana Sizikova        | 96       | 1              |
| Slovacchia | Tereza Mihalíková  | Regno Unito | Olivia Nicholls      | 121      | 2              |
| Italia     | Camilla Rosatello  | Belgio      | Kimberley Zimmermann | 166      | 3              |
| Italia     | Angelica Moratelli | Stati Uniti | Sabrina Santamaria   | 167      | 4              |

* Ranking al 1 luglio 2024.

### Altre partecipanti
Le seguenti coppie di giocatrici hanno ricevuto una wild card per il tabellone principale:
- Anastasia Abbagnato /  Giorgia Pedone
- Yvonne Cavallé Reimers /  Aurora Zantedeschi

## Punti
| Evento    | V   | F   | SF | QF | 2T   | 1T | Q    | Q2   | Q1   |
| Singolare | 250 | 163 | 98 | 54 | 30   | 1  | 18   | 12   | 1    |
| Doppio    | 250 | 163 | 98 | 54 | N.D. | 1  | N.D. | N.D. | N.D. |

## Montepremi
| Evento    | V        | F        | SF       | QF      | 2T      | 1T      | Q2      | Q1      |
| Singolare | 30 650 € | 18 110 € | 10 100 € | 5 750 € | 3 512 € | 2 512 € | 1 860 € | 1 200 € |
| Doppio*   | 11 150 € | 6 270 €  | 3 600 €  | 2 150 € | N.D.    | 1 652 € | N.D.    | N.D.    |

* per team

## Campionesse

### Singolare
Zheng Qinwen ha sconfitto in finale  Karolína Muchová con il punteggio di 6-4, 4-6, 6-2.
- É il terzo titolo in carriera per Zheng, il primo della stagione.

### Doppio
Aleksandra Panova /  Jana Sizikova hanno sconfitto in finale  Yvonne Cavallé Reimers /  Aurora Zantedeschi con il punteggio di 4-6, 6-3, [10-5].